# Isla del Burro
La Isla del Burro (también conocida como Isla de Tacarigua) es una isla perteneciente a Venezuela ubicada en las aguas del Lago de Valencia, al centro norte de ese país sudamericano. Es la más grande de las 22 islas que se encuentran en esa masa de agua. Administrativamente, hace parte del municipio Guacara del estado Carabobo, en la Región Central. Posee un antiguo edificio que fue usado como prisión durante muchos años en el siglo XX, pero que fue cerrado con otros usos en la década de 1980. La isla abarca unas 151 hectáreas (equivalentes a 1,51 km²).

## Historia
La isla llegó a ser propiedad de José Antonio Páez y durante la dictadura de Juan Vicente Gómez, fue conocida por ser usada como prisión para políticos antigomecistas. Esta condición se mantuvo hasta la muerte de Gómez en 1935, reabriéndose durante el segundo gobierno de Rómulo Betancourt, cuando se habilitó como centro de reclusión para procesados políticos.

## Geografía
La isla posee poco más de 1,51 km², y tiene una altitud máxima de 470 m s. n. m. (metros sobre el nivel del mar). Está cubierta por una vegetación que incluye diversas especies de árboles, y posee una fauna que incluye diversos tipos de arañas, gusanos, cocodrilos y aves.